# Yuelai (köping i Kina, Jiangsu)
Yuelai (kinesiska: 悦来, 悦来镇) är en köping i Kina. Den ligger i provinsen Jiangsu, i den östra delen av landet, omkring 230 kilometer norr om provinshuvudstaden Nanjing.
Genomsnittlig årsnederbörd är 1 109 millimeter. Den regnigaste månaden är juli, med i genomsnitt 303 mm nederbörd, och den torraste är januari, med 13 mm nederbörd.